# Тельсе
Тельсе́ (фр. Tellecey) — коммуна во Франции, находится в регионе Бургундия. Департамент коммуны — Кот-д’Ор. Входит в состав кантона Понтайе-сюр-Сон. Округ коммуны — Дижон.
Код INSEE коммуны — 21624.

## Население
Население коммуны на 2010 год составляло 132 человека.
| 1962 | 1968 | 1975 | 1982 | 1990 | 1999 | 2010 |
| ---- | ---- | ---- | ---- | ---- | ---- | ---- |
| 74   | 59   | 52   | 68   | 108  | 134  | 132  |

## Экономика
В 2010 году среди 95 человек трудоспособного возраста (15—64 лет) 73 были экономически активными, 22 — неактивными (показатель активности — 76,8 %, в 1999 году было 72,7 %). Из 73 активных жителей работали 68 человек (36 мужчин и 32 женщины), безработных было 5 (3 мужчин и 2 женщины). Среди 22 неактивных 3 человека были учениками или студентами, 14 — пенсионерами, 5 были неактивными по другим причинам.